# Qeqertarsuaq (Storø)
Qeqertarsuaq (duń. Storø) – niezamieszkana wyspa w południowo-zachodniej Grenlandii, w zatoce Nuup Kangerlua, w gminie Sermersooq, w pobliżu miasta Nuuk. Najwyższym wzniesieniem wyspy jest Qingaaq (1616 m n.p.m.). Dawniej na wyspie mieściło się kilka niewielkich osad, obecnie jednak nie ma na niej stałych mieszkańców.